# Мандара (государство)
Мандара или Вандала — африканское государство, располагавшееся в горах Мандара, на территории современного Камеруна. Основную часть населения составлял народ мандара.

## История
По легенде, Мандара было основана около 1500 г. женщиной по имени Сукда и охотником, не относящимся к племени Мандара, по имени Гая. Впервые о государстве упомянули фра Мауро (в 1459 г.) и Лев Африканский (в 1526 г.).
В течение первого столетия правители воевали с соседними племенами и государствами, пытаясь расширить свои территории. После завоевания Дуло (или Дуоло) и основания там столицы около 1580 года, династия Санкре стала правящей. Во время усобицы между родами Дуло и Санкре, государство Канем-Борну поддержало Алдаво Нанду, представителя второго. Правитель Идрис Алаома из Борну в 1614 году утвердил Нанду в качестве правителя Мандары. Таким образом, Мандара вошла в сферу влияния Борну.
Май Букар Аджи сделал Мандару султанатом в 1715 г., которым он будет оставаться почти двести лет. Мусульмане, посещавшие Мандару, убедили Букара принять ислам. Исламизация этих земель продолжалась бо́льшую часть следующего столетия.
Правление Букара Аджи и его преемника Букаре Гвиане (1773—1828) было золотым веком для Мандары. Около 1781 года Мандара победила Борну в крупном сражении, ещё больше расширив свою сферу влияния в регионе. На пике своего могущества, на рубеже веков, Мандара получала дань от примерно 15 вождеств. Однако государство столкнулось с неудачей в 1809 году, когда Модиббо Адама, последователь фуланийца Османа дан Фодио, возглавил джихад против Мандары. Адама ненадолго захватил Дуло, но контратака мандарских войск вскоре вытеснила его. Поражение Адамы побудило Борну снова объединиться с Мандарой против захватчиков из племени фулани.
После смерти правителя Букаи Джиамы немусульманские данники Мандары восстали, и фуланийцы вновь напали. В середине XIX века правители Борну не упустили возможности атаковать ослабленную Мандару. Этот возобновившийся конфликт начал истощать силы Мандары, подготовив почву для вторжения войск Мухаммада Ахмада в 1880-х годах. В 1895 или 1896 году армия Мухаммада Ахмада разрушила Дуло, что ознаменовало дальнейший упадок власти. Однако государство продолжало существовать, отражая постоянные набеги фуланийцев, пока наконец не было захвачено ими в 1893 году.
Английский исследователь Диксон Денем сопровождал рабовладельческую экспедицию из Борну в Мандару в феврале 1823 года; хотя ему едва удалось спастись после атаки бандитов, он одним из первых в Европе рассказал об этом государстве. В 1902 году государство было завоевано Германией, а в 1918 году оно перешло к Франции. В 1960 году эта территория стала частью независимого государства Камерун.

## Список правителей
| Период                         | Имя                     |
| ------------------------------ | ----------------------- |
| 1757 −1773                     | Т'Ксе Блди, султан      |
| 1773 −1828                     | Букар Д'Гджиама, султан |
| 1828 −1842                     | Хиассэ, султан          |
| 1842 −1894                     | Букар Нарбанха, султан  |
| 1894 −1902                     | Умар Аджария, султан    |
| 1902                           | В составе Камеруна      |
| 1902 −1911                     | Умар Аджария, султан    |
| 1911 −1915                     | Букар Афаде, султан     |
| 1915 −1922                     | Умар Аджария, султан    |
| 1922 — май 1924 г.             | Амада, султан           |
| Май 1924 г. — 18 марта 1942 г. | Кола Адама, султан      |
| 18 марта 1942 г. -             | Хамиду Умар, султан     |